# SIBA Invest AB
SIBA Invest AB, tidigare Waldir AB (även känt som Waldirsfären eller Sibakoncernen) är ett svenskt holdingbolag som äger Netonnet och de nu nedlagda Siba och Computer City. Moderbolagen är helägda av Folke Bengtssons familj.

## Bolag
SIBA Invest äger, deläger eller har ägt följande bolag (ofullständig lista):
- Netonnet (detaljhandel) 2011-2022. Sålt till Komplett. [3]
- Siba (detaljhandel) 1951-2017
- Computer City (detaljhandel) 1997-2017
- Radars (detaljhandel) 2006-2011
- Remvassen (fastigheter)
- Resursgruppen (bank) 45%